# Adelbylund
Adelbylund er en bydel og en gade i Flensborg beliggende øst for Flensborgs indre by og vest for Tarup ved landevejen til Kappel i det nordlige Tyskland. Stednavnet blev første gang nævnt 1553 i formen Albelunt. Bebyggelsen er dog ældre.
Bebyggelsen bestod i 1700-tallet af to storgårde (Store og Lille Adelbylund) og et lille antal kåd samt krohuset Angelsund. Gården Lille Adelsbylund eksisterer endnu i dag. Store Adelbylund blev i 1900-tallet til den såkaldte Holländerhof (Hollændergård), hvilket huser nu bosteder og beskyttede værksteder for psykisk handicappede. Allerede i løbet af 1800-tallet voksede bebyggelsen sammen med Flensborg, selvom den forblev en del af Sønderup kommune. For at undgå indlemmelsen i Flensborg, dannede 1966 Sønderup med nabokommunerne Tarup og Tostrup den nye kommune Adelby. Men udviklingen kunne ikke standses og i 1970 blev store dele af Adelbylund indlemmet i Flensborg. I 1974 blev fulgte også Tarup og det restlige Sønderup. Kun Tostrup forblev en selvstændig kommune uden for Flensborgs grænser.
Efter den anden verdenskrig og igen i 1900erne blev Adelbylund stærkt udvidet med nye byggeområder, hvormed bydelen rykkedes tættere på Tarup og Sønderup. Med etableringen af den nye omfartsvej (Østtangenten) i 2001, blev Adelbylund afskåret fra nabobyen Tarup.